# Swift J1745-26
Swift J1745-26 – czarna dziura o masie gwiazdowej znajdująca się w naszej Galaktyce, położona w gwiazdozbiorze Strzelca i odległa o dwadzieścia do trzydziestu tysięcy lat świetlnych od Ziemi. Obiekt został odkryty w 2012 po wcześniejszej detekcji nowej rentgenowskiej. Analiza promieniowania rentgenowskiego emitowanego przez nową wykazała, że źródłem wybuchu jest czarna dziura należąca do rentgenowskiego układu podwójnego. Drugim składnikiem układu jest najprawdopodobniej podobna do Słońca gwiazda.
Odkrycia dokonano dzięki użyciu teleskopu kosmicznego Swift.